# Hyptia floridana
Hyptia floridana är en stekelart som beskrevs av William Harris Ashmead 1901. Hyptia floridana ingår i släktet Hyptia och familjen hungersteklar. Inga underarter finns listade i Catalogue of Life.